# Giovanni Antonio Solinas
 (octobre 2023).
Giovanni [Juan] Antonio Solinas, né le 15 février 1643 à Oliena, en Sardaigne (Italie) et mort (assassiné) le 27 octobre 1683 à l’Abra de Zenta, en Argentine, est un prêtre jésuite italien, missionnaire dans les Réductions jésuites d’Amérique du Sud. Reconnu martyr de la foi, il est vénéré comme bienheureux par l'Église catholique et fêté le 27 octobre.

## Biographie
Né le 15 février 1643 à Oliena, en Sardaigne, alors sous domination espagnole le jeune Antonio entre dans la Compagnie de Jésus le 12 juin 1663 et fait son noviciat à Cagliari. À la fin de son parcours de formation spirituelle et académique il fait des études de théologie à Séville où il est ordonné prêtre en 1673. Dès l’année suivante il part, avec trois autres jésuites sardes, pour le Nouveau Monde et plus particulièrement pour les missions jésuites parmi les peuples indigènes du nord de l’Argentine (et sud-est de la Bolivie actuelle), toutes ces régions faisant partie du grand Empire colonial espagnol.  
A la fin de son Troisième An à Santa Fe, ses supérieurs le nomment d’abord dans la réduction guarani de Santa Ana, puis dans celle d’Itapúa, fondées en 1614 et 1615 respectivement . 
Animés d’un grand désir d’évangélisation les Jésuites entrent dans la région du Gran Chaco, où se trouvent des groupes guarani : ils souhaitent faire le lien avec les réductions de Bolivie du sud. Juan Solinas est volontaire pour cette mission difficile car les Tobas qui y habitent, bien que apparentés aux Guaranis, sont en conflit fréquent avec les colonisateurs espagnols. 
Une expédition missionnaire de paix y est organisée en 1683 : Le père Solinas accompagne le prêtre diocésain Pedro Ortiz de Zárate, originaire de Jujuy, pour une mission de contact et paix avec les populations autochtones. Tout un groupe indigène les accompagne. Bien que les premiers contacts soient encourageants un groupe de quelques centaines de Tobas et Mocovis armés et encouragés par leurs sorciers, reste violemment hostile. L’après-midi du 27 octobre, 1 500 d’entre eux attaquent le camp provisoire des missionnaires. Ces derniers empêchent l’intervention des troupes espagnoles du fort San Rafael qui n’est pas distant : « Nous sommes venus convertir les infidèles, pas les tuer ».
Le Père Solinas, avec le Père Pedro Ortiz de Zárate et 18 laïcs, parmi lesquels des indigènes convertis au christianisme, furent ainsi cruellement assassinés le 27 octobre 1683 au col de l'Abra de Zenta (aujourd’hui en Argentine).

## Béatification
Le 13 octobre 2021, le pape François a autorisé la promulgation du décret sur le martyre du père Giovanni Antonio et du père Pedro. Leur béatification a eu lieu le 2 juillet 2022 au Parc de la famille à San Ramón de la Nueva Orán, présidée par le cardinal Semeraro, préfet de la Congrégation pour les causes des saints, en tant qu'envoyé du Saint-Père.